# Истрийская гамма
Истрийская гамма — звукоряд, известный по народной музыкальной культуре полуострова Истрия и залива Кварнер. Поскольку произведения музыкального фольклора, в которых он употребляется, отличаются стабильным двухголосием, записывается данный звукоряд на два голоса. Впервые истрийскую гамму описал хорватский композитор Иван Матетич-Роньгов в начале двадцатого века. Двухголосие на основе истрийской гаммы отнесено ЮНЕСКО к шедеврам устного и нематериального наследия человечества.

## В профессиональной музыке
Морфологически истрийская гамма представляет собой звукоряд уменьшённого лада типа полутон–тон (1|2). Может условно рассматриваться как фригийский лад с пониженной 4-й, 5-й и 6-й ступенями (звукоряд от «ми»: E-F-G-A♭-B♭-C♭-D). Существует также (неаутентичная) интерпретация истрийской гаммы на основе акустически чистых интервалов (см. Чистый строй).
В струнном квартете фа-минор Гайдна (соч. 20 № 5) можно услышать подобие истрийского звукоряда, но без его верхней ступени. Inventiones ferales (1962) Уроша Крека также в завуалированной форме использует данный звукоряд. Вероятно, звукоряд рассматривали Тартини и Барток. Кароль Пахор в 1950 году создал цикл Istrijanka, состоящий из 15 пьес и основанный на истрийском звукоряде. Также звукоряд лёг в основу Sinfonia da camera in modo istriano (1957) Данило Швары.

## В традиционной музыке
Аутентичное пение на основе истрийской гаммы сопровождается игрой на таких инструментах как роженица, волынка, флуер и тамбурица. Используется описываемый звукоряд в традиционных жанрах канат и таранканье, вокально-песенный стиль которых характеризуется назализацией, варьированием, импровизацией, фригийскими каденциями и разрешениями в унисон или октаву. Строй шкалы нетемперированный и разнится в зависимости от инструмента. Истрийская гамма является ярким примером бытования уменьшённого лада в народной музыке (задолго до его «изобретения» в профессиональной).

## Комментарии
1. ↑  Ср.: "Целотонная гамма", "Гамма Римского-Корсакова".
2. ↑  За исключением концевого тона и (иногда) запева.